# Coldplay Live 2012
Coldplay Live 2012 — третій живий альбом англійської групи Coldplay, який вийшов 14 листопада 2012 року.

## Композиції
1. Mylo Xyloto — 0:56
2. Hurts Like Heaven — 4:16
3. In My Place — 3:54
4. Major Minus — 3:39
5. Yellow — 6:51
6. God Put a Smile upon Your Face — 5:21
7. Princess of China — 3:48
8. Up in Flames — 3:17
9. Viva la Vida — 4:58
10. Charlie Brown — 5:00
11. Paradise — 5:32
12. Us Against the World — 3:52
13. Clocks — 4:44
14. Fix You — 5:00
15. Every Teardrop Is a Waterfall — 5:25

## Склад
- Кріс Мартін — вокал, гітара, клавішні
- Джонні Бакленд — гітара
- Гай Берімен — бас-гітара
- Вілл Чемпіон — ударні